# 瓜达卢佩 (新莱昂州)

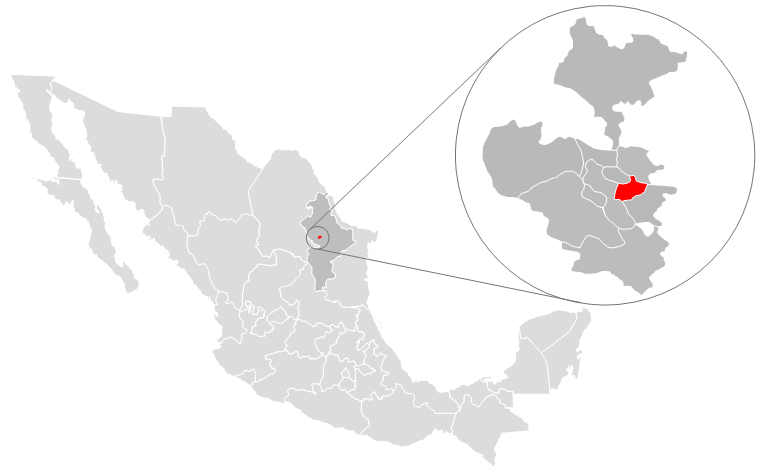
瓜达卢佩自治区所在位置

瓜达卢佩（西班牙語：Guadalupe），是墨西哥新莱昂州的城市。总人口691,434，为该州第二大城市。该市始建于1716年。
瓜达卢佩自治区包含瓜达卢佩市及周边地区，总面积151.3 km²，总人口691,931。平均海拔500 m (1,640 ft)。
以聖母顯現地聞名於世。